# (324) Bamberga
(324) Bamberga – planetoida z grupy pasa głównego okrążająca Słońce w ciągu 4 lat i 145 dni w średniej odległości 2,68 au. Została odkryta 25 lutego 1892 roku w obserwatorium uniwersyteckim w Wiedniu przez Johanna Palisę. Nazwa planetoidy pochodzi od niemieckiego miasta Bamberg.